# Napoleone Eugenio Luigi Bonaparte
Napoleone Eugenio Luigi Giovanni Giuseppe Bonaparte, conosciuto, più sovente, come il Principe Imperiale, Napoleone IV dai Bonapartisti o Luigi (o Loulou per gli intimi) (francese: Napoléon Eugène Louis Jean Joseph Bonaparte; Parigi, 16 marzo 1856 – Regno Zulu, 1º giugno 1879), è stato un militare francese, unico figlio di Napoleone III, imperatore dei Francesi e della moglie, l'imperatrice Eugenia.

## Biografia

### Giovinezza

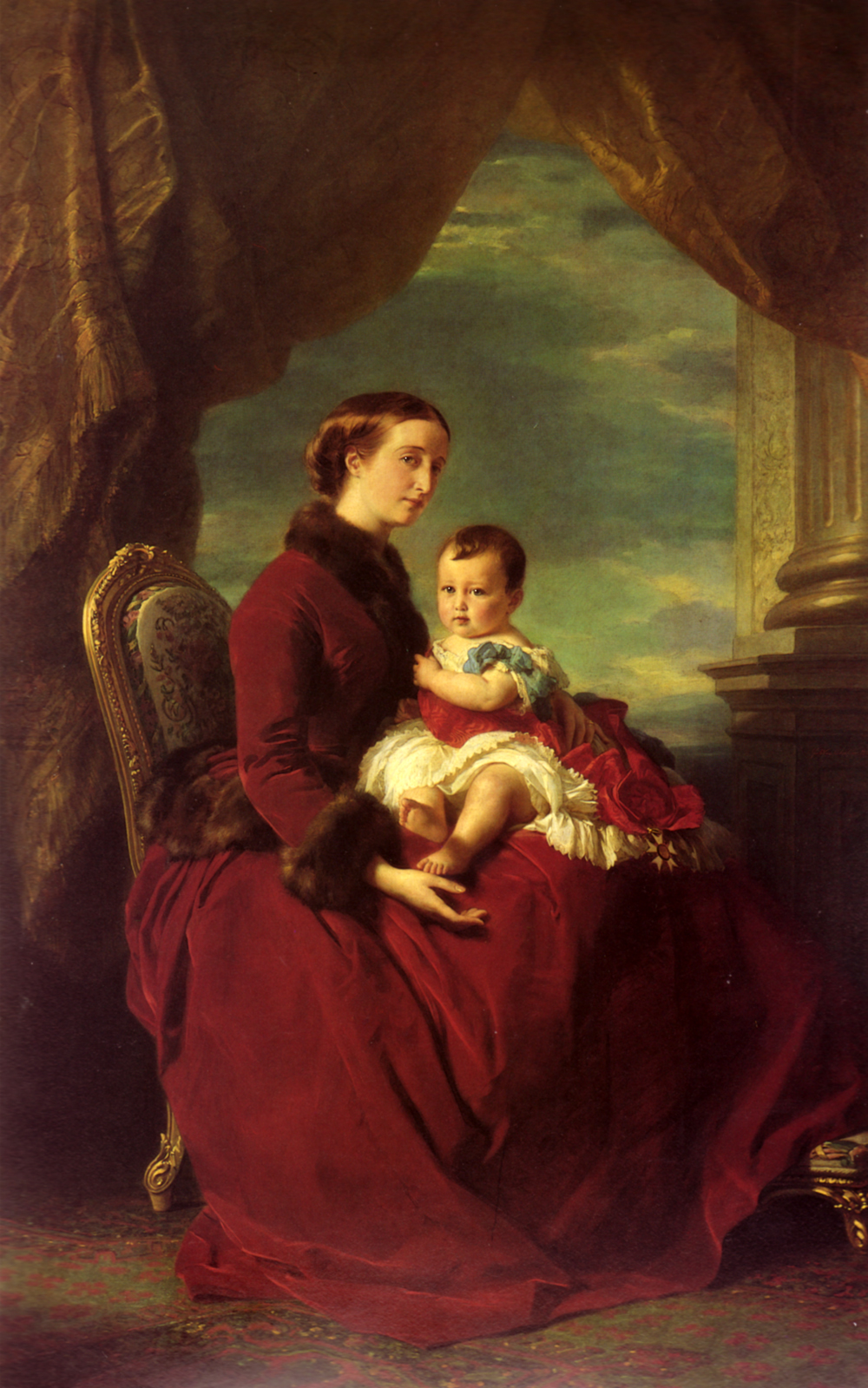
Napoleone Luigi con la madre.

Napoleone Eugenio Luigi nacque a Parigi il 16 marzo 1856, unico figlio di Napoleone III di Francia e della consorte, Eugenia de Montijo; il padre era diventato Presidente della Repubblica francese nel 1848 e poi proclamò il Secondo Impero francese nel 1852. Durante la gravidanza, tanto attesa in quanto l'Imperatore all'epoca quarantacinquenne desiderava un erede, Eugenia soffrì molto e difatti l'erede al trono nacque come un bambino delicato. Papa Pio IX fu scelto come suo padrino.
I genitori del Principe imperiale erano estremamente legati al loro bambino; l'imperatrice Eugenia era così coinvolta nell'educazione del figlio che la governante del figlio non viveva nemmeno a palazzo e presenziava solo alle occasioni formali. Quanto a suo padre, divenne sempre più indulgente ogni volta che suo figlio era cattivo o viziato; si racconta che Napoleone III non si arrabbiò quando il figlio ruppe la tazza da tè che Napoleone I aveva usato poco prima di morire, o quando prese un paio di forbici militari, inviati dall'allora re di Sardegna, Vittorio Emanuele II di Savoia.
Il 1° dicembre 1856, Luigi, di nove mesi, fu arruolato nel primo reggimento dei Granatieri della Guardia imperiale. Il bambino sembrava affascinato dalle uniformi e dalle armi. Il suo addestramento iniziò nell'autunno del 1857 alla scuola equestre del Quai d'Orsay. Le sue governanti gli raccontarono le storie dell'epoca napoleonica e all'età di quattro anni indossava già un'uniforme da granatiere. Spesso rievocava, giocando nei giardini delle Tuileries, le campagne militari che all'epoca il padre conduceva, ovvero la Seconda guerra d'indipendenza italiana, durante la quale Napoleone III e Vittorio Emanuele II di Savoia, guidarono le truppe contro l'Impero austriaco.
Quando Luigi aveva quattordici anni, seguì il padre al fronte dei combattimenti relativi alla Guerra franco-prussiana, in Lorena. Separatosi dal padre, il Principe era in viaggio verso nord quando venne a conoscenza della sconfitta di Sedan. Luigi così si rifugiò in Belgio, dove venne a sapere inoltre che suo padre era stato imprigionato, e poi partì per l'Inghilterra per ricongiungersi con la madre, dove presto li raggiunse anche l'imperatore deposto, dal momento che a seguito della sconfitta contro l'Impero tedesco, la monarchia cadde e venne proclamata la Terza repubblica francese. Il 17 novembre 1872 Luigi entrò alla Royal Military Academy di Woolwich.

### Napoleone IV

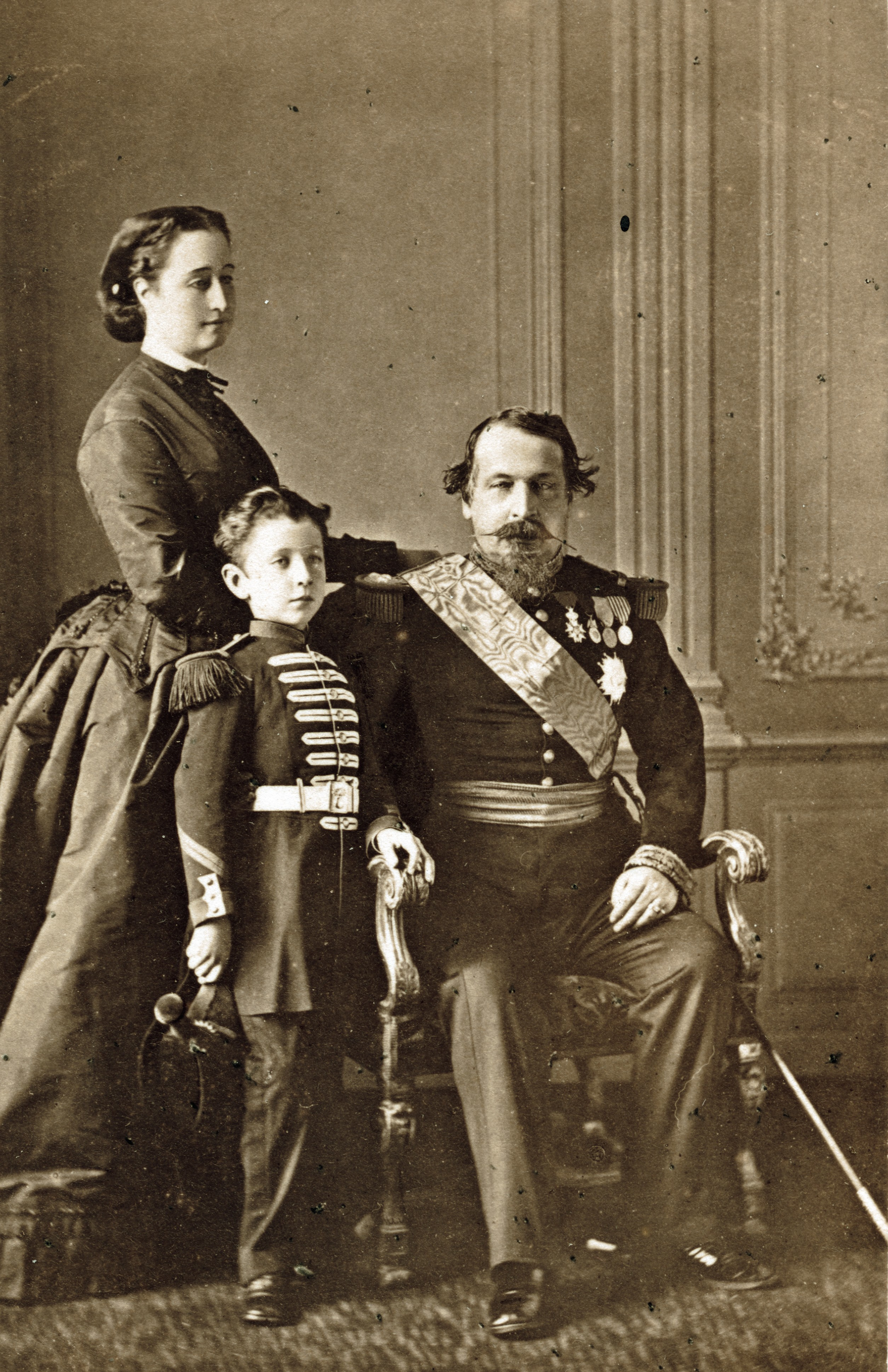
Il Principe assieme ai genitori.

Napoleone III morì il 17 novembre 1872 a Chislehurst; il funerale ebbe luogo il 15 gennaio e quel giorno il villaggio di Chislehurst era "nero di gente". Tra i tanti francesi accorsi a porgere l'ultimo saluto, c'era anche una delegazione di operai in camice o giacche di velluto, il cui capo portava una bandiera improvvisata in cima a un bastone. Camminava alla testa del convoglio. Attorno al carro funebre, alcuni grandi dignitari dell'Impero. 

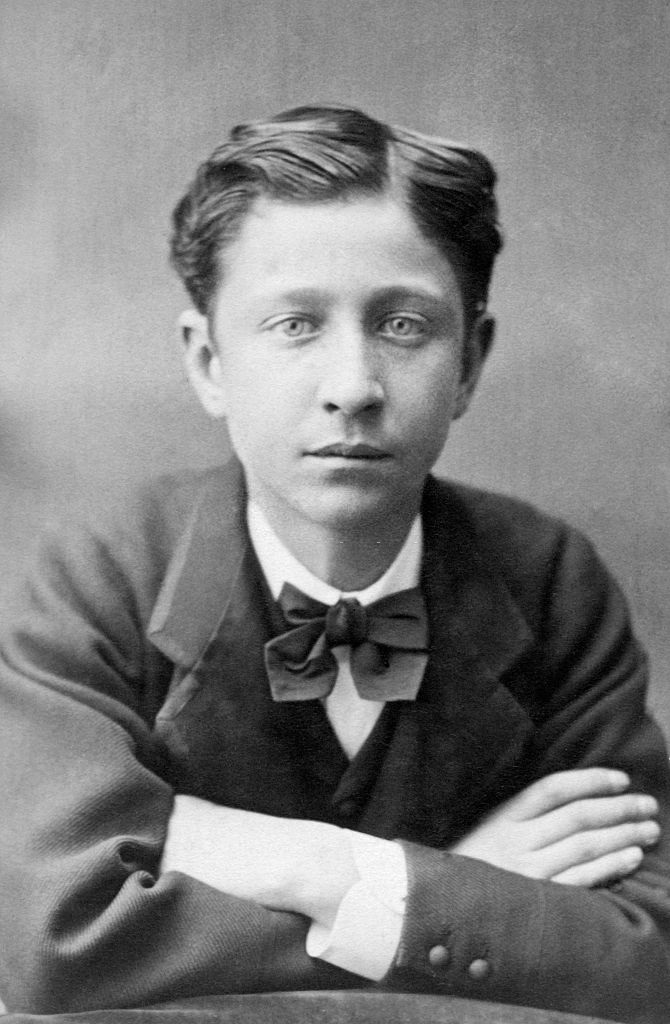
Il Principe Imperiale di Francia.

Dietro la bara, solo, il Principe Imperiale, nel suo abito nero bordato dal grande nastro della Legion d'Onore. Quando apparve sulla soglia della cappella, davanti al gruppo di operai il Principe si fermò e disse qualche parola. Allora il portabandiera, incapace di contenere la sua emozione, gridò: «Lunga vita all'Imperatore!». Lunga vita a Napoleone IV! " Luigi dovette essere trascinato perché la cerimonia non si trasformasse in una manifestazione politica.

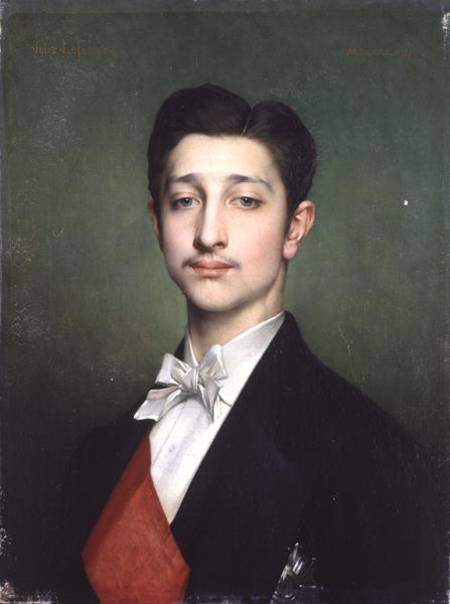
Luigi Napoleone Bonaparte.

Dopo la morte dell'ex Imperatore Bonaparte, il diciassettenne Luigi divenne il leader dei bonapartisti, partito che all'epoca stava risorgendo soprattutto grazie a Eugène Rouher, che speravano nella caduta della fragile Repubblica francese. L'editore francese Pierre-Jules Hetzel scrisse: "Il fango di Sedan stava cominciando ad asciugarsi. I bonapartisti nelle province alzano la testa. La loro fiducia nell'imminente ritorno dell'Imperatore è assoluta. Lefèvre, un deputato di Nizza appena arrivato da Lione, mi racconta che il generale Pajol, che va e viene continuamente da Chislehurst in Francia, incontra uno dopo l'altro i generali rimasti fedeli e dà loro istruzioni. Se si dovesse credere a Lefèvre, l'Imperatore sarebbe arrivato a Parigi prima che la sua assenza da Chislehurst venisse notata. L'effetto desiderato è quello del ritorno dell'isola d'Elba. I banchieri di Londra sono pronti a fornire i fondi per un nuovo colpo di Stato. L'impazienza è così grande, a quanto pare, che la difficoltà sarà aspettare l'anniversario del 2 dicembre. È a Lione, a Bourbaki con i suoi 35 000 uomini che contiamo di più...”. Il Principe Imperiale fu proclamato Napoleone IV, dai bonapartisti.

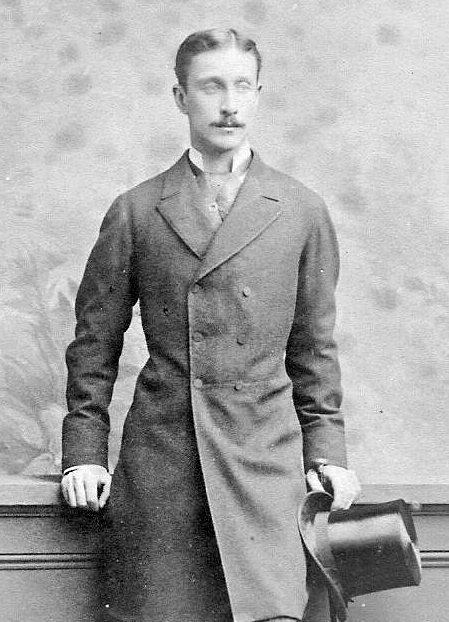
Il Principe durante il suo esilio,

Aveva respinto diverse principesse; il pubblico inglese, da sempre romantico, credeva nell'idillio tra Luigi e la principessa Beatrice, la figlia più giovane della regina, perché i due giovani erano stati spesso visti insieme. Si dice che le madri dei due principi stessero prendendo in considerazione questo progetto. Il Principe di Galles però era ostile a un'alleanza con i Bonaparte, che avrebbe ostacolato il riavvicinamento che stava progettando con la Repubblica francese. Nonostante provasse un sentimento tenero per Beatrice, Luigi aveva nel cuore una passione che dominava tutto: la Francia. “Sebbene il mio corpo sia in esilio, i miei pensieri sono ancora in Francia. Perché la Francia è la meta della mia vita; «La mia ragione d'essere è servirla, non ho intenzione di salvarla, solo Dio può farlo», disse al cardinale Boisnormand de Bonnechose.

### Guerra in Zulu

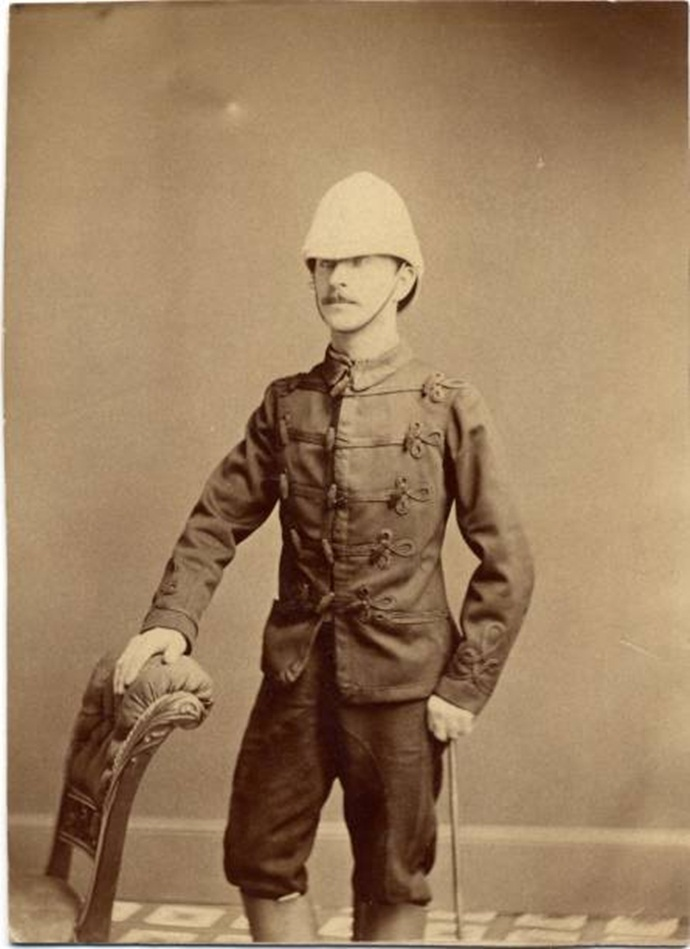
Il Principe Imperiale in uniforme coloniale inglese, per combattere nei combattimenti contro il Regno Zulu.

Venendo a sapere della disfatta delle truppe britanniche nella Battaglia di Isandlwana, combattuta contro il Regno Zulu, Napoleone Luigi decise di partecipare alla campagna militare e così pregò sua madre di potersi unire alle truppe del Tenente Generale Chelmsford. Benjamin Disraeli, allora Primo ministro inglese, sapeva che i realisti speravano di restaurare la dinastia napoleonica in Francia e non volevano che Luigi diventasse un ufficiale dell'esercito britannico. La soluzione fu quella di renderlo uno “spettatore privato”, vestito con una semplice uniforme senza insegne, in modo che potesse sperimentare la vita di un soldato e soddisfare la sua sete di avventure. Al suo arrivo a Durban, il generale Lord Chelmsford incaricò il Principe ed il tenente Carey di assistere il colonnello Richard Harrison nell'esplorazione di una rotta per la seconda invasione britannica dello Zululand. Il 13 maggio si unirono ai 200 cavalieri del colonnello Redvers Buller e il giorno dopo Louis si ritrovò finalmente in territorio nemico. L'ex erede imperiale, che portava con sé la spada del suo prozio Napoleone Bonaparte, era così eccitato che quando vide gli Zulu in lontananza ruppe le file e li inseguì a cavallo di Percy, il vivace cavallo grigio che aveva acquistato a Durban. Era ansioso di mettere alla prova la sua spada contro le zagaglie Zulu, ma venne trattenuto dalcolonnello Buller. Quando Buller si lamentò con Chelmsford del comportamento irresponsabile del principe, il comandante in capo ordinò al giovane testardo di non lasciare l'accampamento senza una forte scorta. Qualche giorno dopo, mentre Louis era in pattuglia, inseguì di nuovo uno Zulu solitario e gli fu ordinato di tornare immediatamente indietro.

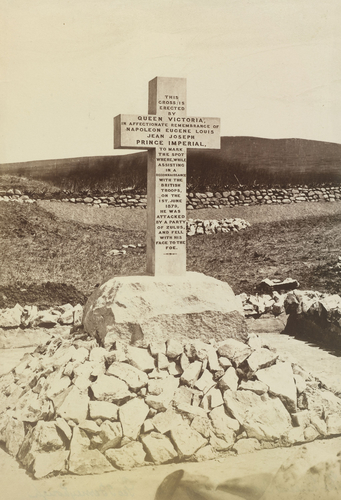
Memoriale del Principe Imperiale in Sudafrica.

La sera del 31 maggio, il principe chiese al colonnello Harrison se poteva unirsi a una squadra di ricognizione il giorno dopo. Harrison accettò, a condizione di avere una scorta di sei soldati e sei cavalieri. Alle 9 del mattino Luigi, il sottotenente Carey ed una scorta, usciti in perlustrazione, si fermarono per una pausa di riposo in un accampamento abbandonato dagli Zulu, presso il fiume Tyotyosi. Proprio quando tutti gli uomini tranne il principe, che si era attardato, erano ormai montati a cavallo per ripartire, furono oggetto di un improvviso attacco da parte di una quarantina di Zulu che si erano avvicinati nell'erba alta fino a pochi passi dal gruppo. Tutti gli uomini a cavallo si diedero immediatamente alla fuga, benché due britannici e una guida fossero uccisi. Il Principe, che aveva maldestramente tentato di balzare a cavallo riuscendo però soltanto a strappare una delle cinghie della sella, dopo una brevissima fuga a piedi venne raggiunto e ucciso dai guerrieri Zulu in un canalone poco distante. Seguirono molte polemiche sul comportamento del sottotenente Carey, accusato di aver abbandonato il Principe per codardia, a prescindere dal fatto che fosse stato effettivamente possibile, in quel frangente, salvargli la vita. Sebbene lo spogliassero e lo disarmassero, gli Zulu lasciarono intatti il corpo e i gioielli del Principe, poiché lo consideravano un valoroso guerriero.
Napoleone, Principe Imperiale morì il 1º giugno 1879, all'età di 23 anni.

### Sepoltura

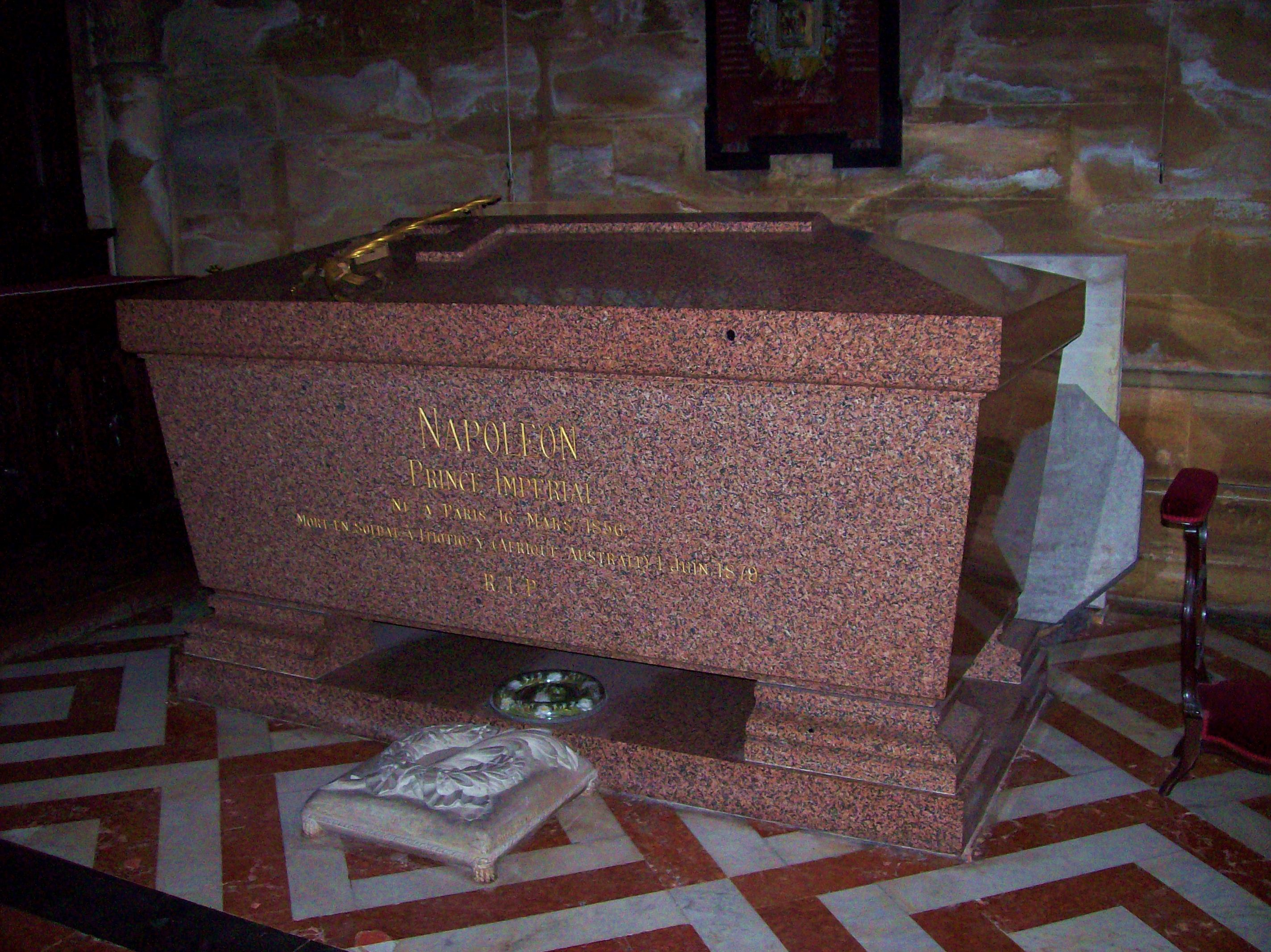
Tomba del Principe Imperiale.

Con la morte di Napoleone IV, seguì un'ondata di simpatia e rispetto. I suoi resti furono riportati in Gran Bretagna e sepolti prima a Chislehurst, per poi essere trasferiti presso l'Abbazia di San Michele di Farnborough, luogo di sepoltura del padre Napoleone III e che l'Imperatrice Eugenia aveva commissionato come luogo di riposo finale per i corpi di suo marito e del suo.

## Ascendenza
|                              |                                       |                                                  | Genitori                                          |  |  | Nonni |  |  | Bisnonni        |  |  | Trisnonni                 |  |
|                              |                                       |                                                  |                                                   |  |  |       |  |  | Carlo Bonaparte |  |  | Giuseppe Maria Buonaparte |  |
|                              |                                       |                                                  |                                                   |  |  |       |  |  | Carlo Bonaparte |  |  | Giuseppe Maria Buonaparte |  |
|                              |                                       | Maria Saveria Paravicini                         |                                                   |  |  |       |  |  | Carlo Bonaparte |  |  |                           |  |
| Luigi I d'Olanda             |                                       |                                                  |                                                   |  |  |       |  |  | Carlo Bonaparte |  |  |                           |  |
|                              |                                       | Maria Letizia Ramolino                           | Giovanni Geronimo Ramolino                        |  |  |       |  |  |                 |  |  |                           |  |
|                              |                                       | Maria Letizia Ramolino                           | Giovanni Geronimo Ramolino                        |  |  |       |  |  |                 |  |  |                           |  |
|                              |                                       | Maria Letizia Ramolino                           | Angela Maria Pietrasanta                          |  |  |       |  |  |                 |  |  |                           |  |
| Napoleone III di Francia     |                                       | Maria Letizia Ramolino                           |                                                   |  |  |       |  |  |                 |  |  |                           |  |
|                              |                                       | Visconte Alexandre de Beauharnais                | Marchese François de Beauharnais                  |  |  |       |  |  |                 |  |  |                           |  |
|                              |                                       | Visconte Alexandre de Beauharnais                | Marchese François de Beauharnais                  |  |  |       |  |  |                 |  |  |                           |  |
|                              |                                       | Visconte Alexandre de Beauharnais                | Marie Henriette Pyvart de Chastullé               |  |  |       |  |  |                 |  |  |                           |  |
| Ortensia di Beauharnais      |                                       | Visconte Alexandre de Beauharnais                |                                                   |  |  |       |  |  |                 |  |  |                           |  |
|                              |                                       | Giuseppina di Beauharnais                        | Cavaliere Joseph-Gaspard de Tascher de la Pagerie |  |  |       |  |  |                 |  |  |                           |  |
|                              |                                       | Giuseppina di Beauharnais                        | Cavaliere Joseph-Gaspard de Tascher de la Pagerie |  |  |       |  |  |                 |  |  |                           |  |
|                              |                                       | Giuseppina di Beauharnais                        | Rose-Claire des Vergers de Sanois                 |  |  |       |  |  |                 |  |  |                           |  |
| Napoleone Eugenio Bonaparte  |                                       | Giuseppina di Beauharnais                        |                                                   |  |  |       |  |  |                 |  |  |                           |  |
|                              | Don Felipe de Palafox y Croy de Havre | Marchese Joaquín Antonio de Palafox              |                                                   |  |  |       |  |  |                 |  |  |                           |  |
|                              | Don Felipe de Palafox y Croy de Havre | Marchese Joaquín Antonio de Palafox              |                                                   |  |  |       |  |  |                 |  |  |                           |  |
|                              | Don Felipe de Palafox y Croy de Havre | Principessa Marie-Anne-Charlotte of Croÿ d'Havré |                                                   |  |  |       |  |  |                 |  |  |                           |  |
| Don Cipriano de Portocarrero | Don Felipe de Palafox y Croy de Havre |                                                  |                                                   |  |  |       |  |  |                 |  |  |                           |  |
|                              |                                       | María Portocarrero de Guzman y Zuñiga            | Marchese Cristóbal de Portocarrero                |  |  |       |  |  |                 |  |  |                           |  |
|                              |                                       | María Portocarrero de Guzman y Zuñiga            | Marchese Cristóbal de Portocarrero                |  |  |       |  |  |                 |  |  |                           |  |
|                              |                                       | María Portocarrero de Guzman y Zuñiga            | Doña Josefa López de Zuñiga y Pacheco             |  |  |       |  |  |                 |  |  |                           |  |
| Contessa Eugenia de Montijo  |                                       | María Portocarrero de Guzman y Zuñiga            |                                                   |  |  |       |  |  |                 |  |  |                           |  |
|                              |                                       | William Kirkpatrick of Closeburn                 | William Kirkpatrick of Closeburn                  |  |  |       |  |  |                 |  |  |                           |  |
|                              |                                       | William Kirkpatrick of Closeburn                 | William Kirkpatrick of Closeburn                  |  |  |       |  |  |                 |  |  |                           |  |
|                              |                                       | William Kirkpatrick of Closeburn                 | Mary Wilson                                       |  |  |       |  |  |                 |  |  |                           |  |
| María Manuela Kirkpatrick    |                                       | William Kirkpatrick of Closeburn                 |                                                   |  |  |       |  |  |                 |  |  |                           |  |
|                              |                                       | Marie-Françoise de Grevigné                      | Barone Henri de Grevigné                          |  |  |       |  |  |                 |  |  |                           |  |
|                              |                                       | Marie-Françoise de Grevigné                      | Barone Henri de Grevigné                          |  |  |       |  |  |                 |  |  |                           |  |
|                              |                                       | Marie-Françoise de Grevigné                      | Francisca Antonia de Gallegos                     |  |  |       |  |  |                 |  |  |                           |  |
|                              |                                       | Marie-Françoise de Grevigné                      |                                                   |  |  |       |  |  |                 |  |  |                           |  |